# Mistrz Dyptyku Brunszwickiego

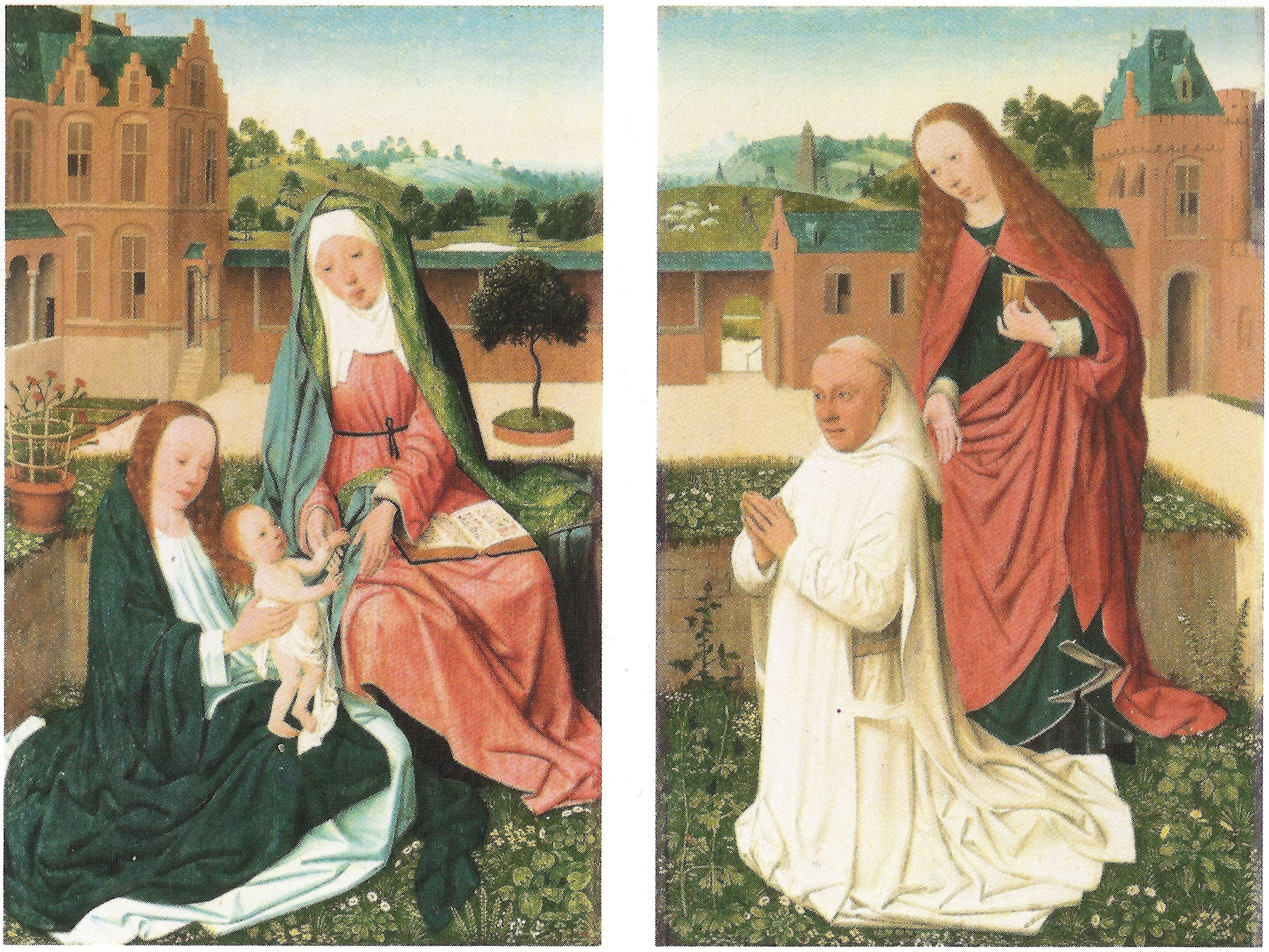
Święta Anna i Maria z Dzieciątkiem adorowane przez kartuzów

Mistrz Dyptyku Brunszwickiego – niderlandzki malarz czynny głównie w Haarlemie w latach 1480–1510.
Anonimowy artysta swój przydomek otrzymał od dyptyku, którego był autorem, znanego jako Święta Anna i Maria z Dzieciątkiem adorowane przez kartuzów. Niewiele wiadomo o artyście. Identyfikowano go z różnymi malarzami m.in. z Jacobem van Haarlem, którego działalność jest udokumentowana: w latach 1483–1509 mieszkał i pracował w Haarlemie i był nauczycielem Jana Mostaerta.
Prace Mistrza Dyptyku Brunszwickiego wykazywały podobieństwo do dzieł Geertgenta tot Sint Jans, choć kolory w jego pracach są bardziej nasycone a pejzaż i elementy martwej natury – rozbudowane. Scena Madonny karmiącej Dzieciątko na panelu z Kolonii jest jedną z pierwszych tego typu.